# Malo Gusto
Malo Gusto (* 19. Mai 2003 in Décines-Charpieu) ist ein französischer Fußballspieler. Der Rechtsverteidiger spielt seit Sommer 2023 beim FC Chelsea.

## Karriere

### Vereine
Gusto begann seine Karriere bei der AS Villefontaine und dem FC Bourgoin-Jallieu. 2016 wechselte er in die Jugendakademie von Olympique Lyon. 2019/20 spielte er seine ersten Spiele in der Youth League. In der Folgesaison spielte er bereits einige Spiele für die Zweitmannschaft. Am 24. Januar 2021 (21. Spieltag) debütierte er für Lyon gegen die AS Saint-Étienne, als er in der 90. Minute für Bruno Guimarães eingewechselt wurde. Anfang Juni 2021 verlängerte bei Olympique um ein weiteres Jahr, bis Juni 2024. In der gesamten Saison kam er zu zwei Einsätzen für die Profis in der Liga.
Ende Januar 2023 wurde Gusto vom FC Chelsea unter Vertrag genommen. Er unterschrieb einen Vertrag bis zum 30. Juni 2030 und verbleibt bis zum Ende der Saison 2022/23 auf Leihbasis in Lyon.

### Nationalmannschaft
Gusto spielte bislang für Nachwuchsnationalmannschaften der Altersklassen U16, U17 und U19, bevor er am 8. Oktober 2021 in Brest beim 5:0-Sieg über die U21-Nationalmannschaft der Ukraine sein Debüt in der U21-Nationalmannschaft Frankreichs gab; an einem großen Turnier nahm er bislang nicht teil.

## Titel
- Klub-Weltmeister: 2025 (FC Chelsea)
- Conference-League-Sieger: 2025 (FC Chelsea)